# Ульюха
Ульюха — поселок в Устьянском районе Архангельской области.

## География
Находится в южной части Архангельской области на расстоянии приблизительно 36 км на север-северо-восток по прямой от административного центра района поселка Октябрьский.

## История
Поселок был отмечен на карте 1984 года. До 2021 года входил в Строевское сельское поселение, с 2021 до 2022 года в Березницкое сельское поселение до его упразднения. Имеется фотообзор поселка в 2012 году.

## Население
Численность населения: 234 человека (русские 97 %) в 2002 году, 71 в 2010.